# Crewford Garage
Die Crewford Garage war ein britischer Automobilhersteller, der von 1920 bis 1921 in London ansässig war.
Der Crewford war ein edel aussehender Tourenwagen auf Basis des US-amerikanischen Ford T-Modells. Er hatte auch dessen seitengesteuerten Vierzylinder-Reihenmotor mit 2,8 l Hubraum. Die Fertigung wurde nach einem Jahr wieder eingestellt.